# Wohn- und Wirtschaftsgebäude Große Straße 23 (Sottrum)

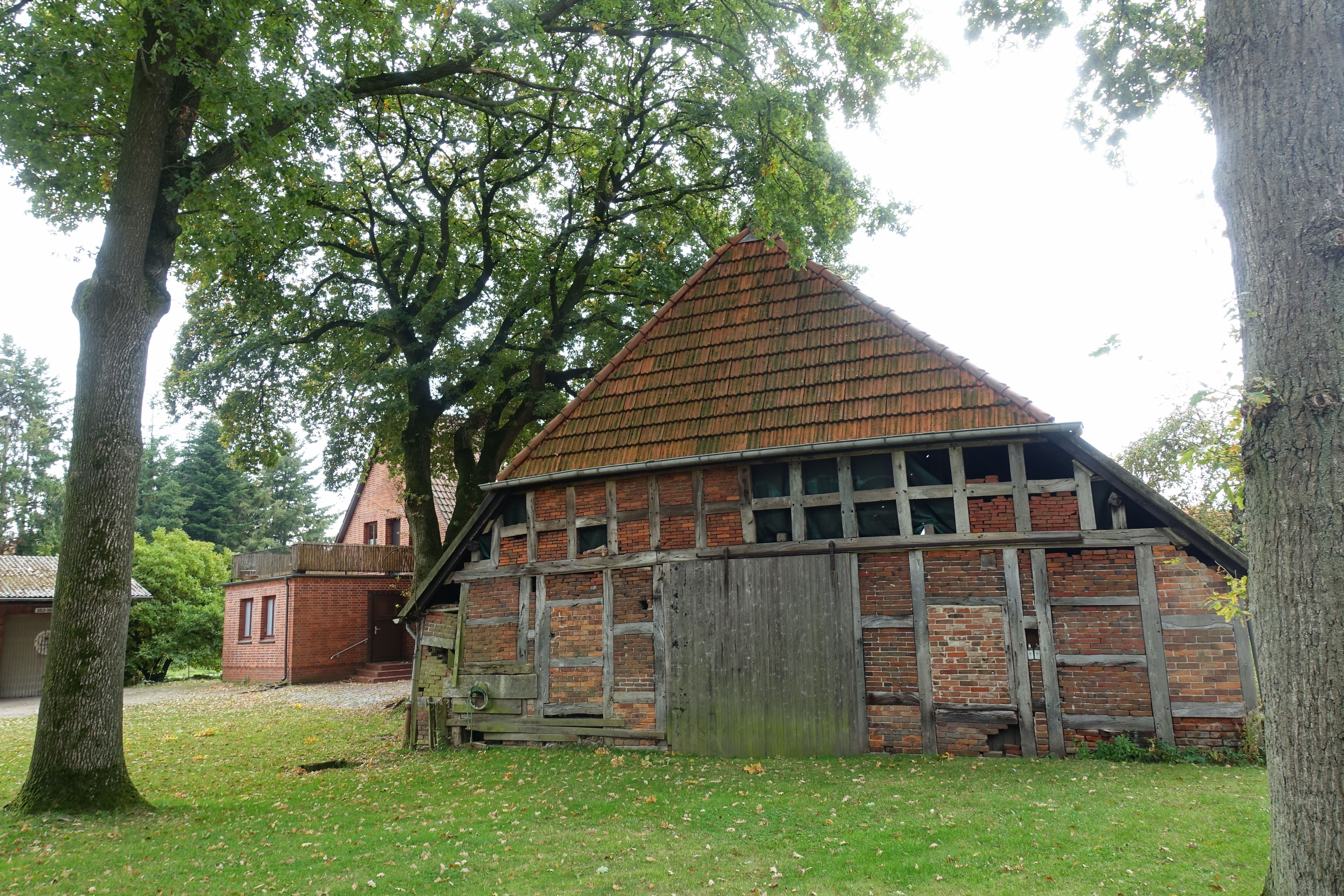
Nordgiebel in Fachwerk (2022)

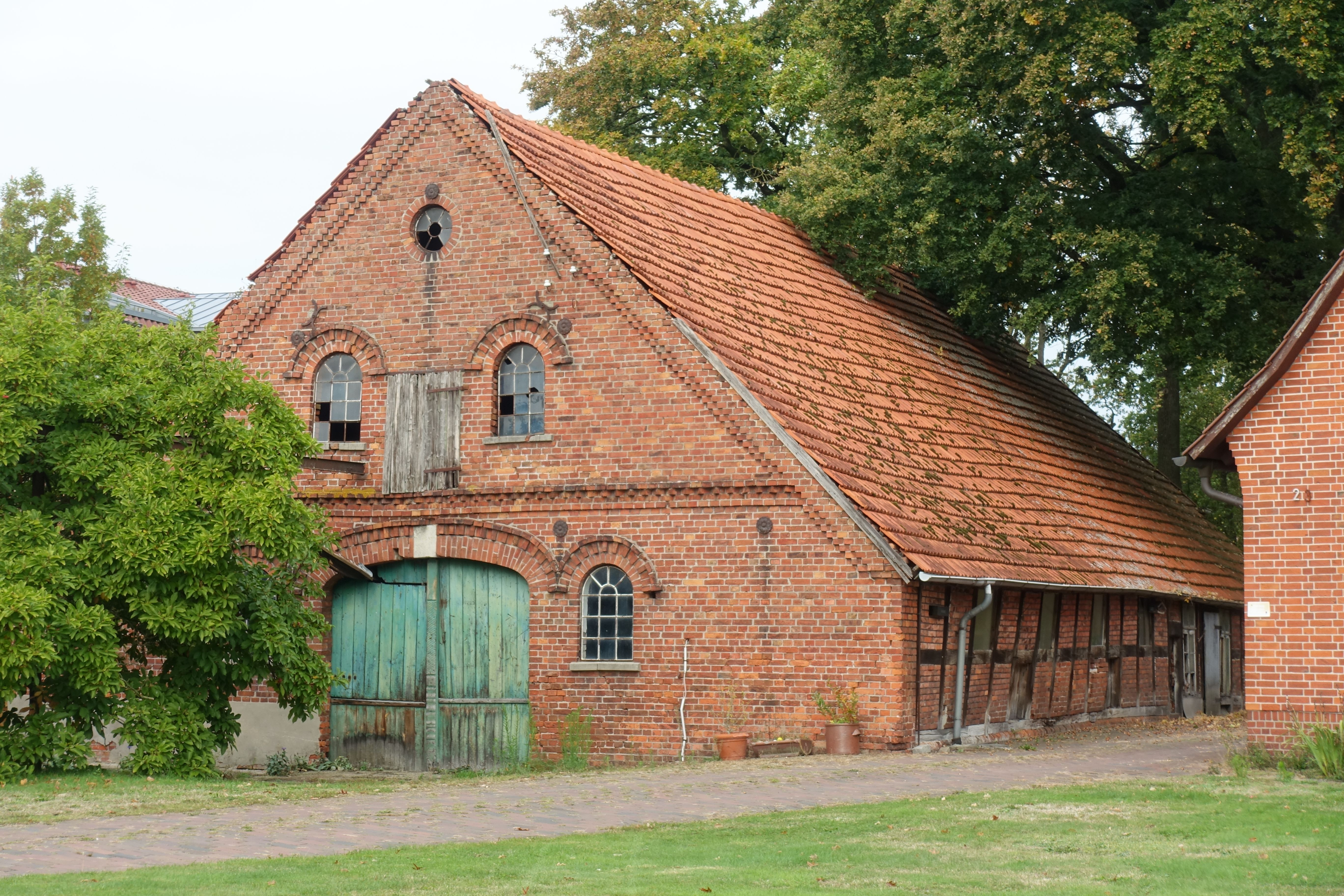
Massiv in Backstein erneuerter Südgiebel (2022)

Das Wohn- und Wirtschaftsgebäude Große Straße 23 in der niedersächsischen Gemeinde Sottrum wurde im 19. Jahrhundert gebaut. Aktuell (2025) wird es wohl zum Wohnen genutzt.
Das Gebäude steht unter Denkmalschutz (siehe auch Liste der Baudenkmale in Sottrum).

## Geschichte und Beschreibung
Sottrum wurde 1205 erstmals erwähnt und gehört zur Samtgemeinde Sottrum im heutigen Landkreis Rotenburg (Wümme).
Das eingeschossige giebelständige Wohn- und Wirtschaftsgebäude als Zweiständer-Hallenhaus in Fachwerk, mit ziegelgedecktem Krüppelwalmdach wurde in der ersten Hälfte des 19. Jahrhunderts gebaut. Das Innengerüst blieb fast vollständig erhalten. Der zur Straße gerichtete Wirtschaftsgiebel wurde um 1900 als Steilgiebel massiv in Backstein erneuert. Diese Fassade erhielt Dach- und Gurtgesimse sowie segmentbogige Öffnungen mit verzierten Stürzen.
Das Landesdenkmalamt befand u. a.: „… ein regionstypisches Hallenhaus der ersten Hälfte des 19. Jahrhunderts in Zweiständerkonstruktion ….“